# هنوانک
هنِوانک (ارمنی: Հնեվանք; به معنی صومعه کهن) یک صومعه حواری ارمنی واقع در نزدیکی کورتان، ارمنستان می‌باشد. ساخت و ساز این ساختمان سده‌های ۷ تا ۱۲ به پایان رسید. این بنا به سبک معماری ارمنی طراحی شده‌است.

## نگارخانه

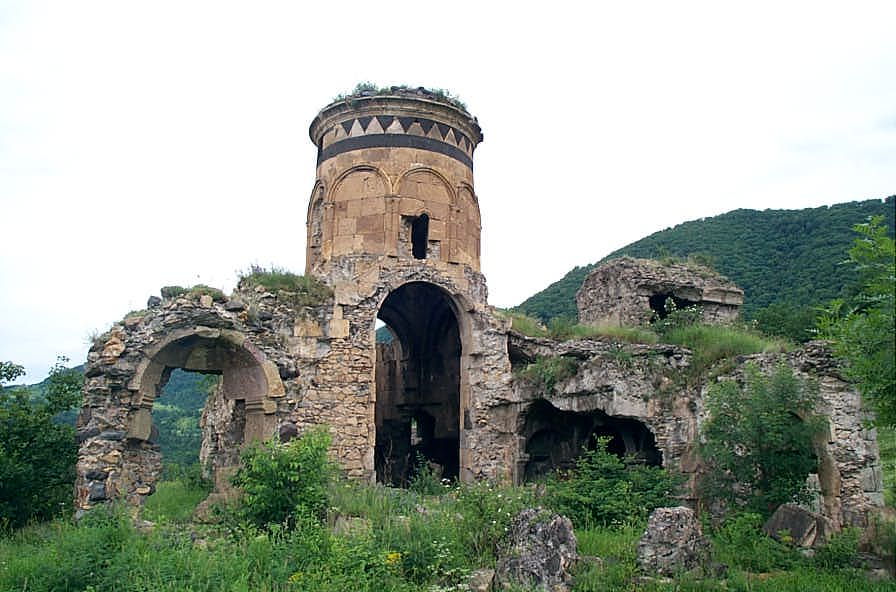
هنِوانک پیش از بازسازی
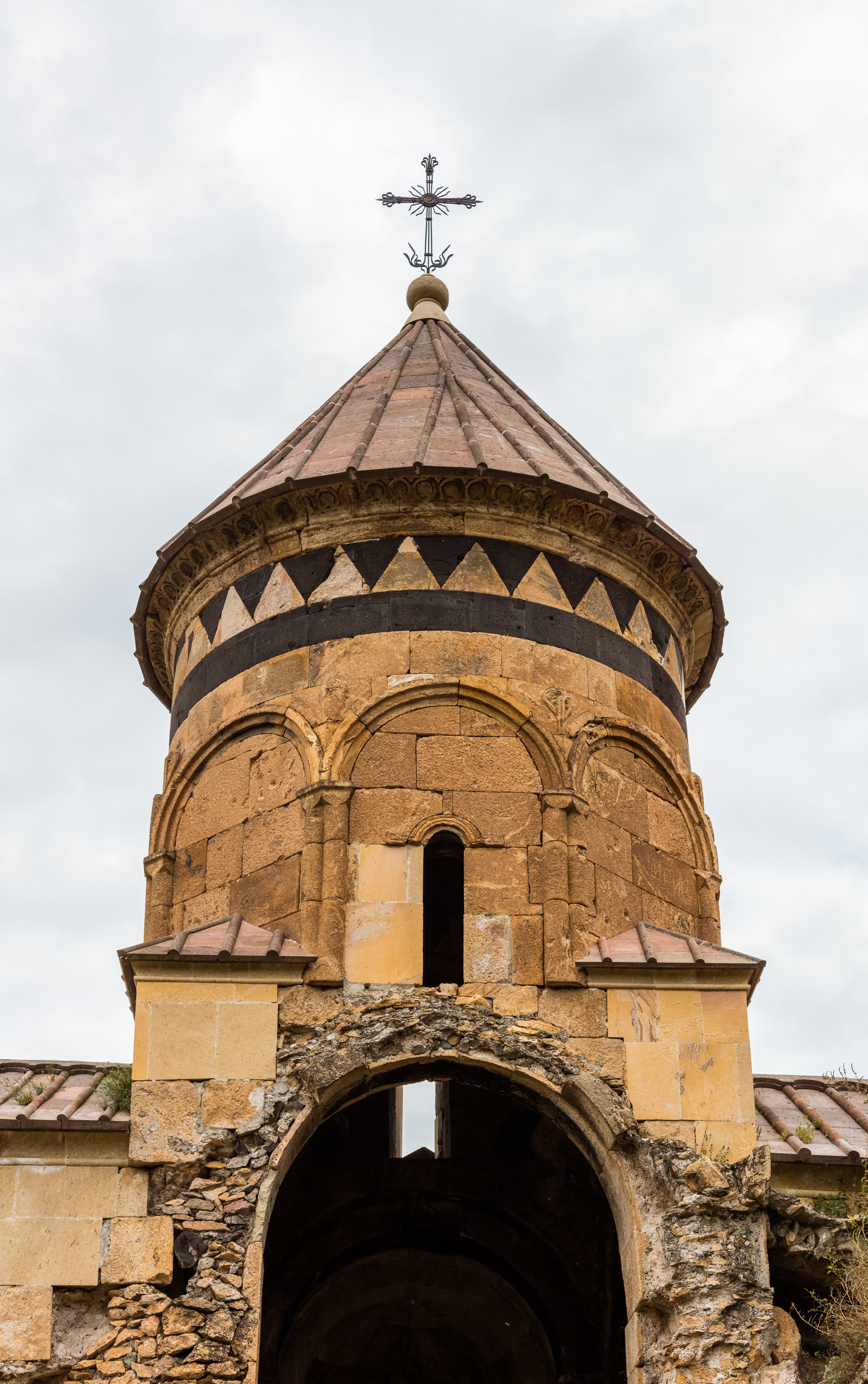
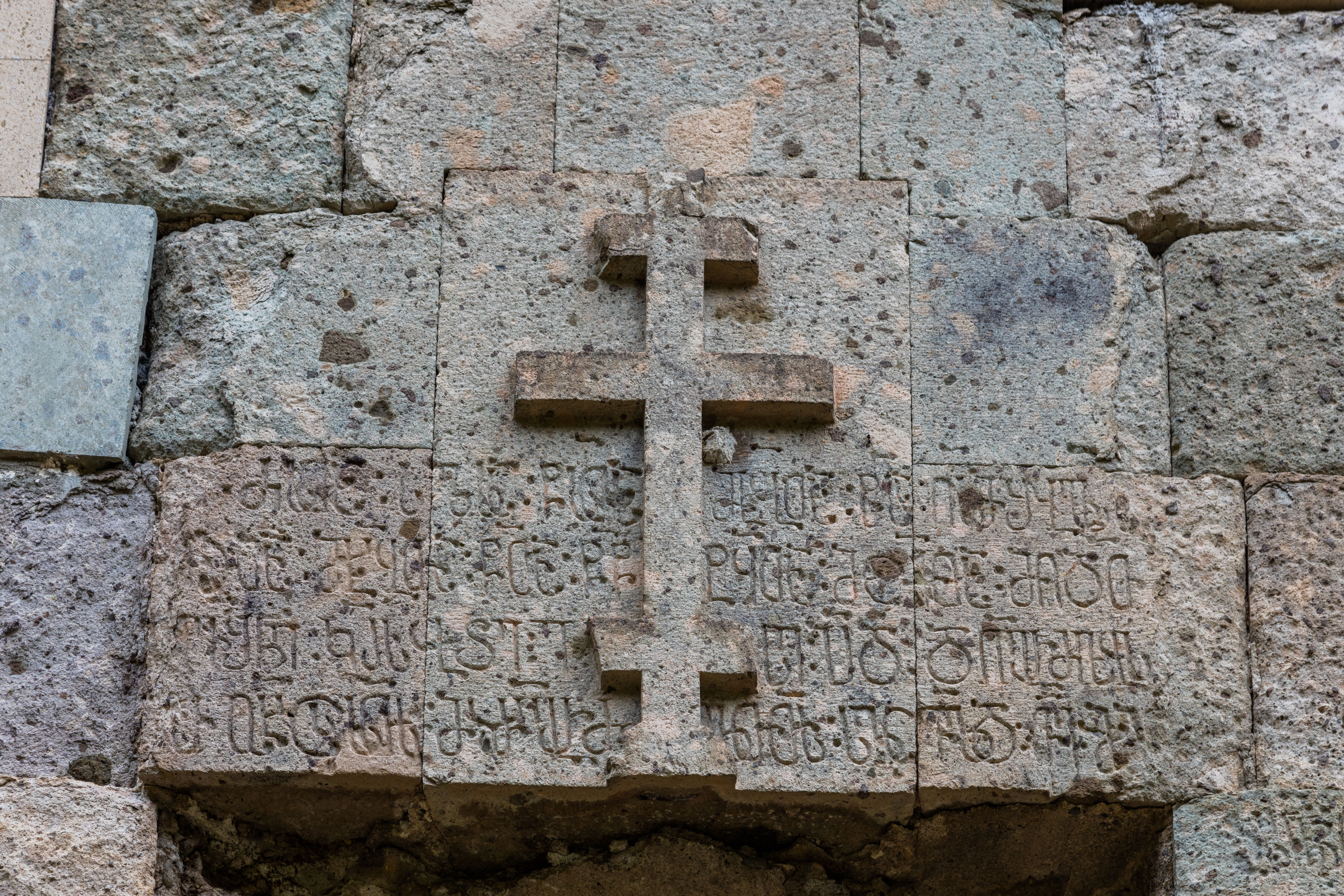
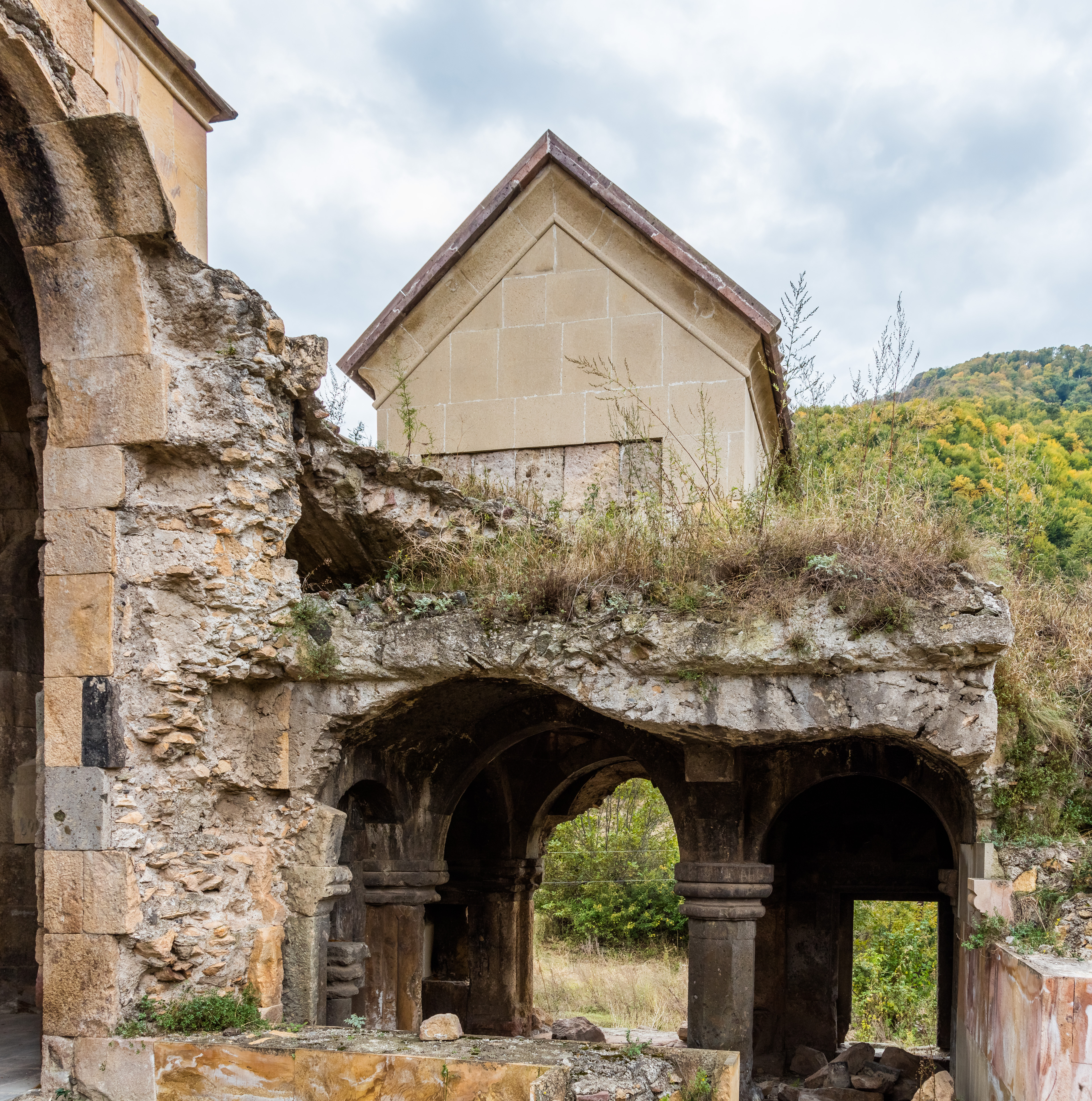
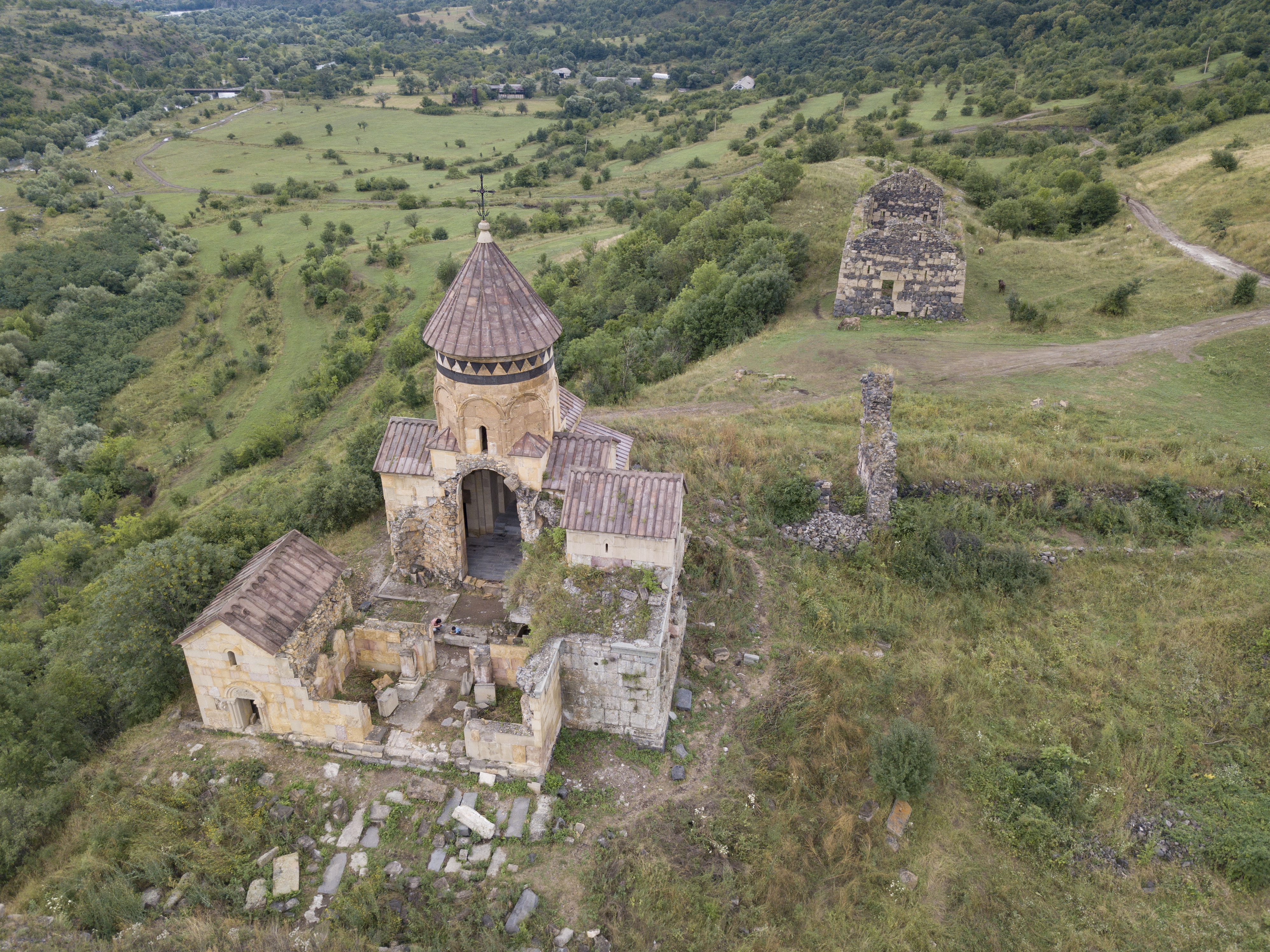